# Mol
För andra betydelser, se Mol (olika betydelser).
Mol är SI-enheten för substansmängd.. Ett system med substansmängden 1 mol innehåller ett bestämt antal element (atomer, molekyler eller liknande) av denna substans. Antalet utgörs av det fasta värdet för Avogadros konstant NA = 6,02214076 x 1023. Om man exempelvis säger att ett visst provrör innehåller 2 mol fruktsocker löst i vatten, vet man därmed hur många molekyler fruktsocker det är (2 · 6,02214076 · 1023 st). Enheten är en av de sju grundenheterna i SI och dess enhetssymbol är mol.

## Grundläggande användning i kemin
Mol är ett mycket viktigt begrepp inom kemin. Det knyter ihop den teoretiska mikrovärlden där man skriver reaktionsformler med enstaka molekyler och den praktiska makrovärlden där man i varje ml löser enorma mängder molekyler som man inte kan räkna en och en. Ändå måste man veta hur många molekyler man tillsätter av olika ämnen för att reaktionen ska gå jämnt ut. I mikrovärlden kan man lätt räkna ut hur mycket en enda molekyl av ett visst ämne väger. Ur detta får vi också veta hur mycket en mol av ämnet väger i makrovärlden (se molmassa). Vi kan därför med vågens hjälp ta rätt mängd av varje ämne och därmed få en reaktion i provröret som stämmer kvantitativt med den teoretiska reaktionsformeln.

## Definition och kommentar
Mol definieras som substansmängden av ett system som innehåller lika många element som det fasta värdet för Avogadros konstant 6,02214076 x 1023. Definitionen säger också att enheten bara kan användas om det är angivet vilka element som substansmängden avser. Elementen kan vara atomer, molekyler, joner, elektroner, andra partiklar eller angivna partikelgrupper.
Alla system på 1 mol har samma antal element, oberoende av tryck, temperatur och aggregationstillstånd. Observera dock att olika slag av element har olika massa. Ett system av atomer eller molekyler har en massa som beror på atommassan för de ingående atomerna. 1 mol 12C har massan 12 gram, 1 mol O2 har massan 32 gram och 1 mol 1H (väteisotopen protium) har massan 1 gram.

## Enheter härledda ur mol
De enheter som är härledda ur mol, både inom och utom SI, används främst inom kemin. Ett alternativt sätt att beskriva substansmängd är enheten ekvivalent, som är en mol laddning. Koncentration av kemiska ämnen mäts oftast i molar (M, mol per liter lösning), men kan också mätas i molal (mol per kg lösningsmedel) eller normal (N, ekvivalenter per liter lösning). Mol per tidsenhet (inom SI alltid mol per sekund) används för att mäta reaktionshastigheter, och flera andra liknande enheter används för reaktionskonstanter inom kemisk kinetik. Katalytisk aktivitet mäts med den härledda SI-enheten katal (kat = mol/s) eller icke-SI-enheten enzymenhet (U = µmol/min). Alla dessa enheter kan liksom mol självt förses med SI-prefix.